# Tiger Airways
Tiger Airways (Chinees: 飞虎航空公司; afgekort: 虎航) was een luchtvaartmaatschappij met als thuishaven Singapore. Het was de eerste lageprijsluchtvaartmaatschappij van Singapore. Zij is gestationeerd op Singapore Changi Airport en vliegt naar meerdere bestemmingen in een radius van vier uur vliegen van Singapore. Het kwam in 2016 volledig in handen van Singapore Airlines. In 2017 werd het bedrijf onderdeel van de luchtvaartmaatschappij Scoot.

## Geschiedenis
De luchtvaartmaatschappij werd in december 2003 opgericht en begon op 31 augustus 2004 met het uitvoeren van lijndiensten. Toen de luchtvaartwereld een relatief moeilijke periode doormaakte vanwege hoge brandstofprijzen en hevige concurrentie, was Tiger Airways een van de weinige maatschappijen die haar prijzen niet verhoogde door brandstoftoeslagen te vragen.
Aangezien Singapore Airlines een groot aandeel in Tiger Airways heeft, komt het weleens voor dat Tiger Airways alternatieven levert, wanneer SIA beslist een bestemming te schrappen. Macau was eerst een bestemming van SIA totdat haar dochterbedrijf SilkAir in 2002 steeds meer voor haar inviel en uiteindelijk in 2004 de meeste vluchten naar Macau uitvoerde. Drie maanden later, op 25 maart 2005, had Tiger Airways deze vluchten op haar beurt weer overgenomen. Een vergelijkbare situatie betreft Krabi, waar Tiger Airways van SilkAir overnam in februari 2005 gedeeltelijk door de zeebeving in de Indische Oceaan, eind december 2004. Tiger Airways ging door met directe vluchten naar dit gebied vanaf 7 oktober 2005.
Tiger Airways kondigde tijdens de Paris Air Show in 2005 aan acht Airbus A320's te kopen. Vijf daarvan werden in 2006 geleverd en de overige drie in 2007. Tiger Airways wil als lagekostenluchtvaartmaatschappij de modernste vloot hebben.
Eind juli 2005 kondigde Tiger Airways aan vanaf 30 oktober dat jaar vluchten te gaan uitvoeren van Macau naar Manilla (Clark), een ambitieus plan aangezien dit zou betekenen dat Tiger Airways naast Singapore een tweede thuishaven moest openen. Op 21 september 2005 kondigde Tiger Airways de resultaten van het eerste jaar aan: 500.000 passagiers, 5000 vluchten en 98,7% van de capaciteit werd benut. De maatschappij kocht vier nieuwe vliegtuigen en vloog negen routes (waarvan er vier alleen door Tiger Airways gevlogen worden).
De luchtvaartmaatschappij verwacht haar luchtvloot uit te breiden met de Airbus A320 aan het einde van 2006 en verwachtte op deze wijze 3 miljoen passagiers daarna per jaar te vervoeren.
Ook hoopte Tiger Airways zes nieuwe routes te kunnen toevoegen, met voornamelijk bestemmingen in China en India. Rond april werden vluchten naar Zuid China verwacht. De luchtvaartmaatschappij verhuisde in 2006 haar grondpersoneel van Singapore Airport Terminal Services naar Swissport.
Op 25 juli 2017 werd Tigerair officieel overgenomen door Scoot. Scoot vloog vanaf die datum wel met Tigerair's air operator's certificate (AOC) om de low-cost luchtvaartactiviteiten te consolideren.

## Aandeelhouders
De aandeelhouders in 2006 waren: Singapore Airlines (SIA) (49%); Indigo Partners LLC, de investeringsfirma opgezet door Bill Franke, (24%); Irelandia Investments Limited, de privé investeringstak van Tony Ryan en zijn familie (stichters van Ryanair), (16%); en Singapore's Temasek Holdings (11%).
In januari 2010 kreeg het bedrijf een beursnotering aan de Singapore Exchange. De opbrengst is gebruikt om nieuwe vliegtuigen te kopen en schulden af te lossen. Tiger Airways leed verlies en had alleen in het derde jaar sinds de oprichting in 2004 een positief resultaat geboekt. In het boekjaar dat eindigde per maart 2009 leed het een verlies van S$ 51 miljoen. De maatschappij had een vloot van 17 Airbus A320-toestellen en wilde deze uitbreiden naar 68 stuks in december 2015.
In november 2015 deed SIA een bod op de aandelen Tiger Airways die het nog niet in handen had. SIA had een belang van 55,6% en bood S$ 453 miljoen voor de overige aandelen. In februari 2016 had SIA zo'n 90% van de aandelen in handen en kon beginnen met de integratie van de twee maatschappijen. Tiger Airways heeft de vier jaren voor 2016 met verlies afgesloten en SIA rekent op betere resultaten door een inniger samenwerking.

## Luchtvloot
De vloot van Tiger Airways bestond in januari 2010 uit 17 Airbus AB320-200's.

## Trivia
- In Australië is Tiger Airways Australia Pty Limited actief. In oktober 2012 nam Virgin Australia een aandelenbelang van 60% in Tiger Airways Australia over van de moerdermaatschappij Tiger Airways. In februari 2015 kocht Virgin Australia de rest en werd daarmee de enige aandeelhouder.